# Upad ukrajinske vojske u Kursku oblast 2024.
Upad ukrajinske vojske u Kursku oblast 2024. (rus. Бои в Курской области, ukr. Бої в Курській області) započeo je 6. kolovoza 2024., tijekom Rusko-ukrajinskoga rata, kada su Oružane snage Ukrajine prešle rusko-ukrajinsku granicu i započele vojne operacije na teritoriju ruske Kurske oblasti.

## Tijek zbivanja
Dana 6. kolovoza 2024., Oružane snage Ukrajine pokrenule su upad u rusku Kursku oblast i sukobile se s Oružanim snagama Rusije i ruskom Pograničnom službom. Prema ruskim izvorima, najmanje 1000 ukrajinskih vojnika prešlo je granicu do 8. kolovoza, uz podršku tenkova i oklopnih vozila. „Institut za proučavanje rata” objavio je da su ukrajinske snage napredovale 10 kilometara u Kursku oblast u roku od dva dana i preuzele kontrolu nad nekoliko naselja u Sudžanskom okrugu. Na prostoru Kurske oblasti proglašeno je izvanredno stanje, a ruske rezervne snage hitno su poslane u to područje. Tijekom noći s 9. na 10. kolovoza ruske su vlasti uvele režim „protuterorističke operacije” u  Belgorodskoj, Brjanskoj i Kurskoj oblasti.
Oružane borbe izbile su oko grada Sudže kao najvećeg mjesta u tom području. Do 10. kolovoza, ukrajinske snage su tvrdile da su preuzele kontrolu nad gradom, dok su neka ruska izvješća tvrdila da su ukrajinske snage kontrolirale tek dijelove grada.
Od početka ruske invazije na Ukrajinu 2022., dogodilo se nekoliko manjih upada proukrajinskih snaga u Rusiju. Ukrajina je podržavala ove kopnene upade, ali je zanijekala izravnu upletenost. Upad u Kurskoj oblasti iznenadio je i Rusiju. To je najznačajniji napad preko granice od invazije 2022. i prvi koji su glavninom izvele ukrajinske regularne snage. Do 19. kolovoza, Ukrajinci su razorili tri mosta preko rijeke Sejm,  
Od 19. kolovoza, ukrajinske su snage postupno nailazile na sve veći otpor Rusa zahvaljujući dolasku ruskih pojačanja, što je usporilo njihovo napredovanje.

### Ciljevi ukrajinske akcije
Prema riječima predsjednika Ukrajine Volodimira Zelenskog od 18. kolovoza 2024. godine ciljevi ukrajinskog upada u Kursku oblast bili su: 
1. zaštititi stanovništvo u Sumskoj oblasti od stalnog granatiranja[4]
2. provesti maksimalne protuofenzivne akcije[4]
3. stvoriti tampon zonu na teritoriju Rusije kako bi se spriječili daljnji napadi [...] preko granice[4]

Od ukrajinskih službenika također se moglo čuti da su ciljevi ove akcije i poboljšati vlastitu pregovaračku poziciju pri pregovorima s Rusijom, te povećati fond ratnih zarobljenika, kako bi ih mogli zamijeniti.

## Ocjene
Prema procjeni brigadira Hrvatske vojske i bivšeg hrvatskog ministra obrane Ante Kotromanovića, upad ukrajinske vojske u Kursk pokazao se kao „blamaža za rusku vojsku, obavještajne službe i Glavni stožer” koji su njime bili iznenađeni. Kotromanović je ocijenio mogućim da istinite informacije o stanju na terenu nisu ni stizale do predsjednika Putina, te da su Rusi dezinformirali vlastitu javnost. Također je ocijenio mogućim da će Rusi rasteretiti bojišta u Ukrajini i povući dio postrojbi s tih ratišta. Analitičari koje je konzultirao američki New York Times, također smatraju da je jedan od glavnih ciljeva ukrajinskog upada na teritorij zapadne Rusije, natjerati Ruse na prebacivanje dijela snaga iz Donjecke oblasti, gdje je u tijeku ruska ofenziva na dijelove Donjecke oblasti još uvijek pod ukrajinskom kontrolom. Analitičarka Kateryna Stepanenko iz Instututa za proučavanje rata (eng.: Institute for the Study of War) naglasila je psihološki aspekt operacije kojemu je, tvrdi, cilj destabilizacija ruskog društva, odnosno učiniti rat nepopularnim među Rusima. Kao argumentaciju je navela primjere Sovjetske intervencije u Afganistanu i Prvog čečenskog rata kada su gomile mladih ročnika koji su poginuli u tim ratovima uzrokovali negativnu reakciju u ruskoj javnosti i učinili ih nepopularnima.